# جيمي كينغ
جيمي كينغ (بالإنجليزية: Jimmy King)‏ مواليد 9 أغسطس 1973 في ساوث بند، هو لاعب كرة سلة أمريكي سابق بدأ مسيرته الاحترافية في سنة 1995 وحمل الرقم 24, 13. يبلغ طوله 6 قدم 5 بوصة (2.0 م). اعتزل اللعب في 2005.

## فرق لعب لها
- تورونتو رابتورز
- دنفر ناغتس

## الميداليات
| الميدالية | المسابقة                         |
| --------- | -------------------------------- |
| برونزية   | بطولة كأس العالم لكرة السلة 1998 |

## روابط خارجية
- جيمي كينغ على موقع الاتحاد الدولي لكرة السلة (الإنجليزية)
- جيمي كينغ على موقع إن بي أي (الإنجليزية)
- جيمي كينغ على موقع سبورتس رفرنس (الإنجليزية)
- جيمي كينغ على موقع كرة السلة الأوروبية.كوم (الإنجليزية)
- جيمي كينغ على موقع كلية كرة السلة في سبورتس رفرنس.كوم (الإنجليزية)
- جيمي كينغ على موقع ريلجم (الإنجليزية)
- جيمي كينغ على موقع بروبوليرز (الإنجليزية)
- جيمي كينغ على موقع سبورتس رفرنس (الإنجليزية)